# Нарада-пурана
«На́рада-пура́на» (санскр. नारद पुराण, IAST: nārada purāṇa) или «На́радея-пурана» — священный текст индуизма, одна из восемнадцати основных Пуран. В ней в основном описываются различные святые места паломничества. Представляет собой беседу между Нарадой и одним из четырёх Кумаров — Санат Кумарой. В ходе диалога, Нарада рассказывает Санат Кумару о расположении и значении основных мест паломничества.
В «Нарада-пуране» содержится ряд известных историй, которые также излагаются в других Пуранах. Одна из самых важных из них — это история риши Маркандеи, который родился как сын мудреца Мриканду и при рождении получил благословения от Вишну. Он стал великим преданным Вишну и составил Пурану, которая была названа его именем — «Маркандея-пурана». Вишну был очень удовлетворён своим последователем, и дал Маркандее особое благословение, согласно которому, Маркандея мог жить вечно и даже пережить пралаю, — конец космического цикла, когда происходит очередное уничтожение вселенной.
Надо заметить, что в «Линга-пуране» излагается другой вариант данной истории, в которой Маркандея описывается уже как поклонник Шивы и достигает бессмертия по его благословению.